# Józafat Zielonacki
Józafat Zielonacki (ur. 28 listopada 1818 w Goniczkach, zm. 28 kwietnia 1884 tamże) – polski prawnik, profesor Uniwersytetu Jagiellońskiego i Lwowskiego, członek Akademii Umiejętności w Krakowie.

## Życiorys
Był synem Hipolita (ziemianina) i Katarzyny z Bujakiewiczów. Uczęszczał do gimnazjów w Trzemesznie i Poznaniu, w latach 1838–1844 studiował prawo na uniwersytecie w Berlinie. W 1845 obronił doktorat praw na uczelni berlińskiej (rozprawa Controversiae iuris Romani de successionibus contra testamenta et bonorum possessione secundum tabulas). Po habilitacji na Uniwersytecie Wrocławskim (1849, praca Controversiae iuris Romani de natura atque indole servitutum, nec non de nonnulis quaestionibus, quae ex ipsarum natura explicandae videntur) pracował jako docent w Katedrze Prawa Rzymskiego tej uczelni. W 1850 jako profesor zwyczajny objął Katedrę Prawa Rzymskiego Uniwersytetu Jagiellońskiego; pod naciskiem władz austriackich został zwolniony z Uniwersytetu Jagiellońskiego w 1853 pod zarzutem „polsko-rewolucyjnych dążności” i „uprzedzeń wobec Austrii i jej urządzeń”. Mimo krótkiej pracy w Krakowie zdołał stworzyć ważny ośrodek romanistyczny.
W latach 1853–1855 był profesorem (i kierownikiem Katedry Prawa Rzymskiego) na uniwersytecie w Innsbrucku, 1855–1857 na uniwersytecie w Pradze (również kierował Katedrą Prawa Rzymskiego). W 1857 objął Katedrę Prawa Rzymskiego na Uniwersytecie Lwowskim, pełniąc w roku akademickim 1861/1862 funkcję dziekana Wydziału Prawa. Był rzecznikiem repolonizacji uczelni; rozpatrywano go jako kandydata do Katedry Prawa Rzymskiego na Uniwersytecie Jagiellońskim w czasie liberalizacji (po 1861), ale nadal przeciwne były władze austriackie. W 1870 odszedł z Uniwersytetu Lwowskiego i zajął się gospodarowaniem w rodzinnym majątku Goniczki; pod koniec życia ciężko chorował. Występował przeciwko germanizacji Wielkopolski.
Od 1873 był członkiem czynnym krakowskiej Akademii Umiejętności, od 1875 pełnił funkcję dyrektora Wydziału II akademii. Należał także do Poznańskiego Towarzystwa Przyjaciół Nauk (1865 członek honorowy) i Towarzystwa Pedagogicznego we Lwowie (1868–1869 prezes). W latach 1867–1873 zasiadał w austriackim Trybunale Stanu.
W pracy naukowej zajmował się prawem rzymskim i prawem rzeczowym. W dwutomowej pracy Pandekta, czyli wykład prawa prywatnego rzymskiego (1862–1863) dał pierwszy polski wykład prawa rzymskiego w odniesieniu do prawodawstw nowoczesnych. Badał kwestię posiadania w prawie rzymskim, omówił zagadnienie zasiedzenia pro herede w prawie rzymskim. Wśród jego studentów byli m.in. Fryderyk Zoll starszy (w Krakowie) i Ernest Till (we Lwowie). Ogłosił m.in.:
- Nauka o posiadaniu i o zasiedzeniu własności według prawa rzymskiego (1862)[3]
- Zastosowanie ustaw pod względem czasu (1874)
- Czy według prawa rzymskiego można było zasiedzieć na mocy wyroku, a w ogólności: jak prawo rzymskie pojmowało tytuł zasiedzenia? (1876)